# Serlupi
La famiglia Serlupi è un'antica famiglia romana, i cui discendenti attualmente risiedono a Roma (Serlupi Crescenzi con a capo il m.se Gregorio) ed a Firenze (Serlupi d'Ongran). Un ramo mutò in seguito il cognome, per successioni famigliari, dapprima in Serlupi Crescenzi e poi in Serlupi Crescenzi Ottoboni.

## Storia
Le prime notizie di questa famiglia risalgono al XIII secolo. Fu imparentata con i papi Innocenzo X, Clemente X e Benedetto XV e rivestì varie cariche cittadine, tra cui quella di "conservatore" di Roma (per 35 volte, tra il 1398 e il 1844).
Fra i suoi membri più famosi si ricordano:
- il nobile Girolamo che sposando Ceccolella, figlia di Giovanni di Cencio (della famiglia dei Cenci), acquistò il castrum o castellum di Sant'Onesto presso l'omonima più antica chiesa e la tenuta nell'Agro romano in località poi detta Guidonia, (già dei Capocci poi degli Orsini e dei Colonna) e ne divenne signore il 15 settembre 1296;
- Pietro, vescovo di Tricarico (12 aprile 1365), cappellano di papa Urbano V e uditore del palazzo apostolico;
- Buzio, "paciere di Roma" nel 1311;
- Giovanni di Pietro di Buzio, conservatore di Roma nel 1398;
- Giacomo, guardiano del San Salvatore (1495) e "conservatore" di Roma (1500);
- Gregorio, nato nel 1511, primo della famiglia ad usare il titolo di marchese, "conservatore" (1531 e 1541), "priore dei caporioni", i capi dei rioni della città (1534), "maestro di strada" (1550) e letterato al servizio di papa Paolo III che gli concesse una cappella gentilizia all'Aracoeli (1535);
- Giovanni, "cancelliere del Senato" (1586) e caporione di Sant'Eustachio (1590 e 1595);
- Gregorio, "console della nobile arte dell'agricoltura" (1595);
- Francesco, "vice-governatore" di Roma, uditore del "tribunale della Rota" e conservatore (1604);
- Gerolamo, monsignore, presidente e decano della Camera apostolica;
- Gregorio, maestro di strada e marchese di Vacone con giurisdizione feudale[1];
- Francesco, conservatore nel 1654 e riconosciuto in qualità di "parente" da papa Innocenzo X;
- Gerolamo, nobile di Corneto (1742), patrizio romano coscritto[2], "cavallerizzo maggiore" dei papi Clemente XIV (1771) e Pio VI, carica ricoperta in seguito anche da altri membri della famiglia (un altro Gerolamo, Luigi, Francesco e Giacomo);
- Domenico, colonnello ispettore dei "capotori" sotto papa Pio VII;
- Francesco (1755-1828) pro-governatore di Roma, decano della Sacra Rota e cardinale (1823);
- Francesco, nato il 16 luglio 1839 dal marchese don Gerolamo "cavallerizzo maggiore" di papa Pio IX e dalla principessa Giovanna Ottoboni Boncompagni Ludovisi dei duchi di Fiano e morto a Roma il 4 marzo 1929: fece parte del battaglione dei Volontari pontifici di riserva ed ebbe numerose decorazioni e cariche pontificie (cavallerizzo maggiore di S.S.); sposò in prime nozze Eugenia dei marchesi Spinola e in seconde nozze la sorella di questa, Giulia
- Alfonso, Luigi e Giovanni, "guardie nobili di Sua Santità".

Nel 1642 Francesco Serlupi, con bolla di papa Urbano VIII, fu autorizzato a continuare il nome e l'arma della storica famiglia romana dei Crescenzi.
Per due secoli, dal 1771 fino alla riforma di papa Paolo VI del 1968, la famiglia ebbe la carica ereditaria di "cavallerizzo maggiore di Sua Santità", il cui rango all'interno della corte pontificia era quello di "cameriere segreto di spada e cappa partecipante".
Nel 1912 la famiglia, in persona di Francesco, ebbe riconosciuto da papa Pio X il trattamento di don, prerogativa dei marchesi di baldacchino

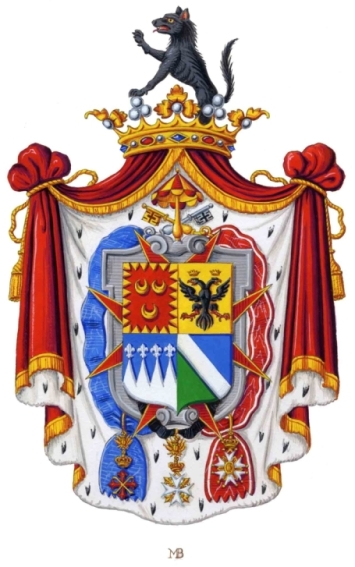
Stemma Serlupi Crescenzi Ottoboni

Alfonso Serlupi, con regio decreto del 1917, aggiunse il cognome dei conti d'Ongran de Saint Sauveur, mentre il nipote Domenico Serlupi Crescenzi nel 1977 ha assunto, come discendente da Giovanna Ottoboni, anche i diritti del casato, lo stemma e le prerogative araldiche dei principi Ottoboni, duchi di Fiano: è iscritto nell'Almanach de Gotha, vol. 2°, col titolo di 13º duca di Fiano, ma il titolo, spettante "de jure", non è riconosciuto ufficialmente.
I Serlupi furono anche eredi delle estinte famiglie patrizie romane Annibaldi della Molara e Mellini. La famiglia è iscritta nell'"Elenco ufficiale della nobiltà italiana" con i titoli di marchese, nobile di Corneto, patrizio romano, coscritto.
La famiglia è stata inoltre "ricevuta per giustizia" nell'Ordine di Malta, nell'Ordine di Santo Stefano papa e martire e nell'Ordine costantiniano di San Giorgio.
Dalla famiglia prende il nome il palazzo Serlupi-Crescenzi, situato a Roma nei pressi del Pantheon (via del Seminario), costruito da Ottaviano Crescenzi nel 1585 e attribuito nel progetto a Giacomo della Porta; altro coevo palazzo originariamente dei Serlupi è in piazza Lovatelli (già piazza Serlupi).

## Casata dei Serlupi
- Domenico (n. 1648), marchese
- Giovanni (n. 1693), marchese
- Girolamo (n. 1727), marchese
- Domenico (n. 1754), marchese
- Girolamo (n. 1802), marchese
- Luigi, marchese, ramo primogenito, Serlupi Crescenzi, da cui Carlo ecc.
- Francesco (1839-1929), marchese, ramo secondogenito, da cui:
- Alfonso (n. 1876), marchese, Serlupi d'Ongran
- Giuseppe (n.1907), marchese
- Domenico (1939-2020), marchese, Serlupi Crescenzi Ottoboni

...